# Distribució fractal parabòlica
En probabilitat i estadística, la distribució fractal parabòlica és un tipus de distribució de probabilitat discreta en què el logaritme de la freqüència o la mida de les entitats d'una població és un polinomi quadràtic del logaritme del rang (amb l'exemple més gran té rang 1). Això pot millorar notablement l'ajust sobre una relació simple de poder-llei (vegeu les referències a continuació).
Al document de Laherrère/Deheuvels a continuació, els exemples inclouen les mides de les galàxies (ordenades per lluminositat), les ciutats (als EUA, França i el món), les llengües parlades (per nombre de parlants) al món i els jaciments de petroli del món (per mida). També esmenten la utilitat d'aquesta distribució en l'ajust d'esdeveniments sísmics (cap exemple). Els autors afirmen que l'avantatge d'aquesta distribució és que es pot ajustar utilitzant els exemples coneguts més grans de la població que s'està modelant, que sovint estan disponibles i complets, i després els paràmetres ajustats trobats es poden utilitzar per calcular la mida de tota la població. Així, per exemple, es poden ordenar i ajustar les poblacions de les cent ciutats més grans del planeta, i els paràmetres trobats s'utilitzen per extrapolar als pobles més petits, per estimar la població del planeta. Un altre exemple és estimar les reserves mundials totals de petroli utilitzant els jaciments més grans.
En una sèrie d'aplicacions, hi ha l'anomenat efecte King en què els articles amb la millor classificació tenen una freqüència o mida significativament més gran que la que el model prediu a partir dels altres elements. El document de Laherrère/Deheuvels mostra l'exemple de París, a l'hora d'ordenar les mides de les ciutats de França. Quan es va escriure el diari, París era la ciutat més gran amb uns deu milions d'habitants, però la següent ciutat més gran només tenia uns 1,5 milions. Les ciutats de França, excepte París, segueixen de prop una distribució parabòlica, prou bé que les 56 més grans donen una molt bona estimació de la població del país. Però aquesta distribució prediria que la ciutat més gran tindria uns dos milions d'habitants, no 10 milions. L'Efecte Rei rep el nom de la idea que un rei ha de derrotar a tots els rivals per al tron i prendre la seva riquesa, béns i poder, creant així un amortidor entre ell i el següent dels seus súbdits més rics. Aquest efecte específic (creat intencionalment) es pot aplicar a les mides corporatives, on les empreses més grans utilitzen la seva riquesa per comprar rivals més petits. Si no hi ha intenció, l'efecte Rei pot produir-se com a resultat d'algun avantatge de creixement persistent a causa de l'escala, o d'algun avantatge únic. Les ciutats més grans són connectors més eficients de persones, talent i altres recursos. Els avantatges únics poden incloure ser una ciutat portuària o una capital on es fa la llei, o un centre d'activitats on la proximitat física augmenta les oportunitats i crea un bucle de retroalimentació. Un exemple és la indústria del cinema; on actors, escriptors i altres treballadors es traslladen a on hi ha més estudis, i al mateix lloc es funden nous estudis perquè és on resideix més talent.

## Definició
La funció de massa de probabilitat ve donada, en funció del rang n, per
{\displaystyle f(n;b,c)\propto n^{-b}\exp(-c(\log n)^{2}),}